# Tokugawa Ietsugu
En aquest nom japonès, el cognom és Tokugawa.
Tokugawa Ietsugu (Edo, 8 d'agost del 1709 – 19 de juny del 1716) va ser el setè shōgun del shogunat Tokugawa; va governar entre el 1713 fins a la seva mort el 1716. Va ser el fill de Tokugawa Ienobu, i net de Tokugawa Tsunashige, daimyō de Kofu.

## Primers anys
Va néixer el 1709 i va ser el fill gran del shōgun Tokugawa Ienobu. En aquell moment, el seu pare era shōgun, i era assistit pel seu conseller Arai Hakuseki, qui va tenir una influència considerable a la cort shogunal en el període Edo. El seu nom d'infantesa va ser Nobumatsu kimi i quan el seu pare va morir, només tenia tres anys. Així va assumir el títol de Shōgun Iemitsu.

## Shōgun Iemitsu
Va assumir el títol formal de líder del bakufu, tot sent un nen. Donat que no tenia l'edat necessària per governar, va ser posat sota el cuidat i el consell de Arai Hakuseki. Durant el seu govern van existir dos problemes: la reforma monetària i el comerç exterior en Kyushu. Ietsugu no es va interessar en els assumptes del país, i les solucions van ser dirigides pels seus consellers.
El 1713, els preus van augmentar. Després de diverses propostes presentades a Ietsugu i a Hakuseki, es va acordar que s'havia de fer una nova moneda. El 1714 es va introduir la nova moneda i va baixar considerablement el preu de l'arròs.
També la reforma monetària va involucrar amb una reforma en el comerç exterior. El 1716, només els vaixells mercants holandesos i xinesos podien comerciar a l'illa de Dejima, a Nagasaki.
El 1716, Ietsugu va morir de causes naturals, a l'edat de set anys. Donat que va governar només durant 3 anys i va morir sent molt jove, no va deixar fills o un hereu, acabant amb la línia paternal de Tokugawa Ieyasu (cent anys després de la mort d'Ieyasu). Tot i això, encara existien branques col·laterals que descendien d'Ieyasu i el nou shōgun va ser escollit d'una d'aquestes branques.